# Lebensreform

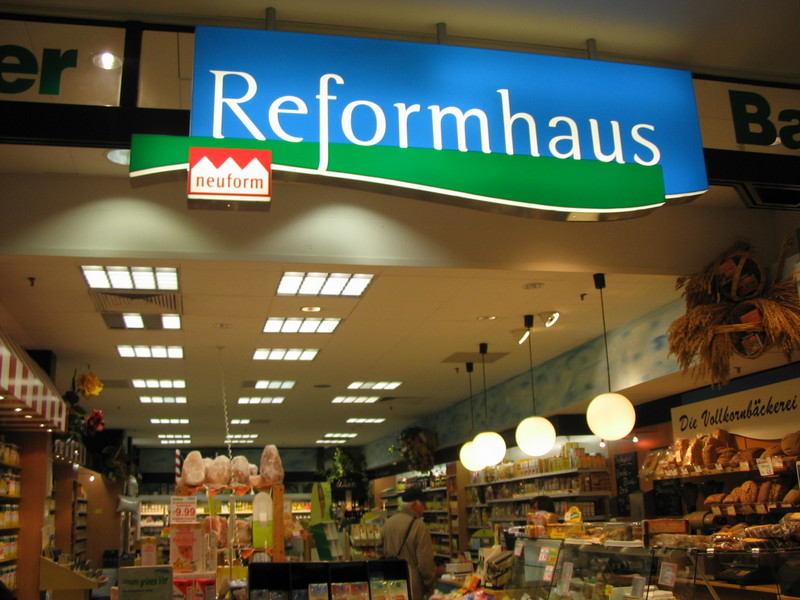
Магазин сети Reformhaus

Лебенсреформ (нем. Lebensreform — «реформа жизни») — общее название ряда общественных движений и объединений, начавших появляться в Германии, Швейцарии и других странах с середины XIX века и выступавших за восстановление гармонии человека и природы, здоровый образ жизни и способствующие этому социальные реформы. Они не составляли единой организации, не имели общего руководства. Разные участники этих движений могли по-разному понимать, что такое здоровье и гармония, предлагать различные способы достижения этих целей (не всегда научно обоснованные), но обычно критиковали индустриализацию, урбанизацию и материализм. Одним из первых известных активных сторонников подобных идей был немецкий художник и общественный деятель Карл Вильгельм Дифенбах, другими оказались Себастьян Кнайп, Рудольф Штейнер и Карл Вильгельм Дифенбах. Некоторые из них — например, Билл Пестер, Бенедикс Ласт, Арнольд Эрет — эмигрировали в США и оказали прямое влияние на становление движения хиппи. Идеям и делам сторонников «реформы жизни» даются различные, нередко противоречивые оценки; одни критики оценивают такие общественные движения как реакционные, другие — как реформаторские и прогрессивные.
Одним из самых значимых наследий «Лебенсреформа» является сеть магазинов Reformhaus, предлагающих органическую еду и натуральные лекарства.

## История, идеология и практика
Термин «Lebensreform» появился в немецком языке в последней трети XIX века. Общественные организации и движения, к которым относился этот термин, возникали тогда как реакция на индустриализацию и другие происходившие тогда в Европе значительные изменения уклада жизни человека и общества, которые сторонниками этих движений рассматривались не как развитие и прогресс, а скорее как признаки упадка; уже тогда всё большую озабоченность вызывал ущерб здоровью и окружающей среде, наносимый хозяйственной деятельностью человека, и вызванные им болезни цивилизации, которых можно было бы избежать, вернувшись к «естественному образу жизни». Сторонники «Лебенсреформа» не считали медицинское лечение достаточно действенной помощью людям, страдающим от негативных последствий развития технической цивилизации. Мировоззрение этого движения содержало в своей основе секуляризированную гностическо-эсхатологическую доктрину спасения.
Сторонники «Лебенсреформа» пропагандировали образ жизни, который они понимали как близкий к естественному для человека, органическое сельское хозяйство, вегетарианство, натуропатию, регулярные занятия физическими упражнениями на свежем воздухе и приём солнечных ванн, отказ от употребления спиртных напитков и курения табака, ношение «реформированной одежды» — более удобной, практичной и полезной для здоровья. Среди них пользовались популярностью новые религиозные учения и движения, а также теософия, маздазнан, йога, неоромантизм, восхваление «простой сельской жизни».
Практическим воплощением этих идей стало создание альтернативных поселений, таких как Монте Верита, затем городов-садов (Хеллерау и другие). Наиболее известным сторонником движения за создание городов-садов был архитектор-реформатор Генрих Тессенов; подобные проекты разрабатывались и в архитектурной школе Баухаус. В 1893 году близ Ораниенбурга было создано поселение-кооператив по выращиванию фруктов «Эден».
Среди сторонников «Лебенсреформа» преобладали женщины и буржуа. Внутри него существовали ассоциации сторонников отдельных направлений — например, вегетарианства и натуропатии, которые пользовались популярностью и были многочисленными. Ими издавались журналы, продвигающие идеи этих движений, такие как Der Naturarzt и Die vegetarische Warte.
Другими популярными практиками были натуризм, гимнастика и экспрессивный танец (нем. ausdruckstanz). Возможно, к группе общественных движений «Лебенсреформ» следует отнести также движение за земельную реформу Адольфа Дамашке (нем. Adolf Damaschke), «свободную экономику» Сильвио Гезелля, раннее «молодёжное движение» (нем. Jugendbewegung) в Германии и другие движения за социальные реформы, группу немецких художников «Мост» и Ворпсведскую колонию художников.

## Отдельные движения

### Натуропатия
Основные идеи натуропатии были изложены ещё в 1762 году Жан-Жаком Руссо в просветительском романе «Эмиль, или О воспитании». Автор полагал, что всё, что создано Творцом, изначально было хорошим, и только в руках человека всё вырождается и ухудшается. Он призывал вернуться к естественному образу жизни, постулировал наличие в организме врожденной «природной силы», которую можно стимулировать посредством закаливания, и отвергал медикаментозное лечение. В следующем столетии первыми известными натуропатами стали Винценц Присниц и Иоганн Шрот (нем. Johann Schroth) — оба фермеры и врачи-любители, не получившие профессионального медицинского образования, но снискавшие большую популярность своими методами лечения множества заболеваний с помощью исключительно природных средств — воды, тепла, воздуха и других. Важной чертой зарождающейся натуропатии была вера в то, что организм обладает способностью к самоисцелению (нем. selbstheilung), которую просто нужно стимулировать и поддерживать. В немецкоязычном мире были созданы натуропатические клиники; в 1891 году 131 из них вошла в ассоциацию натуропатических обществ.
В 1888 году австрийский врач Кристоф Хартунг фон Хартунген (нем. Christoph Hartung von Hartungen) основал на берегу озера Гарда в Италии санаторий Reform-Sanatorium von Hartungen. Он стал одним из первых учреждений, в которых практиковалась экологически ориентированная медицина, включающая гигиену, диетологию, водолечение, воздушные ванны.
В конце XIX века в «Энциклопедии Мейера» были указаны основные характерные особенности натуропатии: «Она рассматривает проявления болезней как процессы исцеления; например, лихорадка, воспаление, брожение и гниение считаются способами разложения и обезвреживания вредных веществ. Продвинувшись ещё дальше, натуропатия утверждает, что, например, корь, оспа и скарлатина - естественные для определённого возраста очистительные процессы, и только из-за человеческой слабости и развития фармацевтической медицины они сделались опасными для жизни».